# Campeonato Paranaense de Futebol - Segunda Divisão
A Segunda Divisão do Campeonato Paranaense de Futebol, equivale ao segundo nível das divisões dos torneios de futebol profissional do estado do Paraná, foi criada em 1966, apesar de algumas edições nas décadas de 1910 e 1920, e é regulamentada pela Federação Paranaense de Futebol.

## História
O Campeonato, criado em 1966, chegou a ter dois torneios paralelos, o do Norte e o do Sul, a exemplo do que ocorria na divisão principal. A mudança de nome ocorreu em 1992, quando a então divisão intermediária se tornou a hoje Série Prata. Desde então, o campeonato começou a ter mais força e ser mais atraente. Em 1999 ocorreu a primeira decisão da Divisão de Acesso entre clubes de mesma cidade, com a presença das equipes de Londrina, com o confronto entre Portuguesa e Londrina, com o time alvi-celeste levando a melhor e vencendo o certame daquela ocasião.
O Campeonato invariavelmente acaba ocasionando desistências. Em 2009, mesmo com o acesso da Série Bronze, a Platinense não disputou a competição alegando problemas financeiros. Em 2010 desistiram Amérios (Umuarama) e A.A Iguaçu (União da Vitória). No ano de 2011, o Engenheiro Beltrão teve sua inscrição indeferida por possuir dívidas com a Federação Paranaense de Futebol, enquanto que a Portuguesa Londrinense desistiu de participar.

## Sistema de Acesso
O número de clubes que conseguem o acesso para Primeira Divisão não se mantem de um ano para o outro. Em 1966, no primeiro torneio, apenas o Jandaia subiu. Há casos de 2 a 4 clubes subirem. No ano de 2010 apenas as duas primeiras equipes conquistaram o acesso e as quatro últimas da Série Ouro foram rebaixadas, para que a primeira divisão de 2011 ficasse com doze equipes, número de participantes entendido como ideal pela Federação Paranaense de Futebol para a Série Ouro.

## Campeões
| Edição | Ano       | Campeão                                            | Vice                                        |
| ------ | --------- | -------------------------------------------------- | ------------------------------------------- |
| 1ª     | 1915      | Série A: Savóia (Curitiba)                         | Reco-Reco (Curitiba)                        |
| 1ª     | 1915      | Série B: Britânia (Curitiba)                       | Desconhecido                                |
| 2ª     | 1916      | Operário (Ponta Grossa)                            | Guarani (Ponta Grossa)                      |
| 3ª     | 1917      | Água Verde (Curitiba)                              | Desconhecido                                |
| —      | 1918–1920 | Não Disputado                                      | Não Disputado                               |
| 4ª     | 1921      | Campo Alegre (Curitiba)                            | Desconhecido                                |
| 5ª     | 1922      | Paranaense (Curitiba)                              | Batel (Curitiba)                            |
| —      | 1923      | Não Disputado                                      | Não Disputado                               |
| 6ª     | 1924      | Paranaense (Curitiba)                              | Desconhecido                                |
| —      | 1925–1965 | Não Disputado                                      | Não Disputado                               |
| 7ª     | 1966      | Jandaia (Jandaia do Sul)                           | Operário (Ponta Grossa)                     |
| 8ª     | 1967      | ACP (Paranavaí)                                    | Grêmio Oeste (Guarapuava)                   |
| 8ª     | 1967      | ACP (Paranavaí)                                    | Pindorama Siqueirense (Siqueira Campos)     |
| 9ª     | 1968      | Norte: CAFE (Cianorte)                             | União Platinense (Santo Antônio da Platina) |
| 9ª     | 1968      | Sul: Grêmio Oeste (Guarapuava)                     | Tuiuti (Cascavel)                           |
| 10ª    | 1969      | Norte: Jandaia (Jandaia do Sul)                    | União Platinense (Santo Antônio da Platina) |
| 10ª    | 1969      | Sul: Operário (Ponta Grossa)                       | Comercial (Cascavel)                        |
| 11ª    | 1970      | Norte: União Platinense (Santo Antônio da Platina) | Nacional (Rolândia)                         |
| 11ª    | 1970      | Sul: Cascavel FC (Cascavel)                        | Rio Branco (Paranaguá)                      |
| —      | 1971–1974 | Não Disputado                                      | Não Disputado                               |
| 12ª    | 1975      | 9 de Julho (Cornélio Procópio)                     | Arapongas (Arapongas)                       |
| 13ª    | 1976      | Centenário (Centenário do Sul)                     | Matsubara (Cambará)                         |
| 14ª    | 1977      | Apucarana (Apucarana)                              | Palmeiras (Pato Branco)                     |
| 15ª    | 1978      | Guarapuava (Guarapuava)                            | Agroceres (Santo Antônio da Platina)        |
| 16ª    | 1979      | Esportivo União (Francisco Beltrão)                | Cascavel EC (Cascavel)                      |
| —      | 1980      | Não Disputado                                      | Não Disputado                               |
| 17ª    | 1981      | Pato Branco (Pato Branco)                          | Esportivo União (Francisco Beltrão)         |
| 18ª    | 1982      | Pinheiros (Curitiba)                               | Esportivo União (Francisco Beltrão)         |
| 19ª    | 1983      | ACP (Paranavaí)                                    | AA Iguaçu (União da Vitória)                |
| 20ª    | 1984      | Apucarana (Apucarana)                              | Operário (Ponta Grossa)                     |
| 20ª    | 1984      | Apucarana (Apucarana)                              | AA Iguaçu (União da Vitória)                |
| 20ª    | 1984      | Apucarana (Apucarana)                              | Platinense (Santo Antônio da Platina)       |
| 21ª    | 1985      | Platinense (Santo Antônio da Platina)              | Operário (Ponta Grossa)                     |
| 22ª    | 1986      | Pato Branco (Pato Branco)                          | Umuarama (Umuarama)                         |
| 23ª    | 1987      | AA Iguaçu (União da Vitória)                       | Operário (Ponta Grossa)                     |
| 24ª    | 1988      | União Bandeirante (Bandeirantes)                   | Foz do Iguaçu (Foz do Iguaçu)               |
| 25ª    | 1989      | Maringá AC (Maringá)                               | Arapongas (Arapongas)                       |
| 26ª    | 1990      | Grêmio Goioerê (Goioerê)                           | União Operário (Laranjeiras do Sul)         |
| 27ª    | 1991      | A.A Iguaçu(1) (União da Vitória)                   | Pato Branco (Pato Branco)                   |
| 28ª    | 1992      | União Bandeirante(2) (Bandeirantes)                | Batel (Guarapuava)                          |
| 28ª    | 1992      | ACP(3) (Paranavaí)                                 | Real Beltronense(4) (Francisco Beltrão)     |
| 29ª    | 1993      | Iraty (Irati)                                      | Coronel Vivida EC (Coronel Vivida)          |
| 30ª    | 1994      | Jandaia (Jandaia do Sul)                           | Ponta Grossa (Ponta Grossa)                 |
| 31ª    | 1995      | Maringá FC (Maringá)                               | União da Vitória (União da Vitória)         |
| 31ª    | 1995      | Grupo B: Rio Branco(5) (Paranaguá)                 | Toledo (Toledo)                             |
| 32ª    | 1996      | AA Iguaçu (União da Vitória)                       | Platinense (Santo Antônio da Platina)       |
| 33ª    | 1997      | Londrina (Londrina)                                | Ponta Grossa (Ponta Grossa)                 |
| 34ª    | 1998      | Malutrom (Curitiba)                                | Batel (Guarapuava)                          |
| 35ª    | 1999      | Londrina (Londrina)                                | Portuguesa Londrinense (Londrina)           |
| 36ª    | 2000      | Francisco Beltrão (Francisco Beltrão)              | Iraty (Irati)                               |
| 37ª    | 2001      | Grêmio Maringá (Maringá)                           | Portuguesa Londrinense (Londrina)           |
| 38ª    | 2002      | Francisco Beltrão (Francisco Beltrão)              | ACP (Paranavaí)                             |
| 39ª    | 2003      | Nacional (Rolândia)                                | Cianorte (Cianorte)                         |
| 40ª    | 2004      | Engenheiro Beltrão (Engenheiro Beltrão)            | Império Toledo (Toledo)                     |
| 41ª    | 2005      | Adap Galo Maringá (Maringá)                        | Toledo (Toledo)                             |
| 42ª    | 2006      | Portuguesa Londrinense (Londrina)                  | Cascavel CR (Cascavel)                      |
| 43ª    | 2007      | Toledo (Toledo)                                    | Real Brasil (Curitiba)                      |
| 44ª    | 2008      | Nacional (Rolândia)                                | Foz do Iguaçu (Foz do Iguaçu)               |
| 45ª    | 2009      | Serrano (Prudentópolis)                            | Operário (Ponta Grossa)                     |
| 46ª    | 2010      | Roma (Apucarana)                                   | Arapongas (Arapongas)                       |
| 47ª    | 2011      | Londrina (Londrina)                                | Toledo (Toledo)                             |
| 48ª    | 2012      | Paraná (Curitiba)                                  | Nacional (Rolândia)                         |
| 49ª    | 2013      | Maringá (Maringá)                                  | Prudentópolis (Prudentópolis)               |
| 50ª    | 2014      | FC Cascavel (Cascavel)                             | Nacional (Rolândia)                         |
| 51ª    | 2015      | PSTC (Cornélio Procópio)                           | Toledo (Toledo)                             |
| 52ª    | 2016      | Cianorte (Cianorte)                                | Prudentópolis (Prudentópolis)               |
| 53ª    | 2017      | Maringá (Maringá)                                  | União (Francisco Beltrão)                   |
| 54ª    | 2018      | Operário (Ponta Grossa)                            | Cascavel CR (Cascavel)                      |
| 55ª    | 2019      | PSTC (Cornélio Procópio)                           | União (Francisco Beltrão)                   |
| 56ª    | 2020      | Azuriz (Pato Branco)                               | Maringá (Maringá)                           |
| 57ª    | 2021      | São Joseense (São José dos Pinhais)                | União (Francisco Beltrão)                   |
| 58ª    | 2022      | Foz do Iguaçu (Foz do Iguaçu)                      | Aruko (Maringá)                             |
| 59ª    | 2023      | Andraus (Campo Largo)                              | PSTC (Alvorada do Sul)                      |
| 60ª    | 2024      | Paraná (Curitiba)                                  | Rio Branco (Paranaguá)                      |
| 61ª    | 2025      | Galo Maringá (Maringá)                             | Foz do Iguaçu (Foz do Iguaçu)               |

### Títulos por equipe
| Clube                                       | Campeão | Anos dos Títulos |
| ------------------------------------------- | ------- | ---------------- |
| Paranavaí (Paranavaí)                       | 3       | 1967, 1983, 1992 |
| Jandaia (Jandaia do Sul)                    | 3       | 1966, 1969, 1994 |
| Iguaçu (União da Vitória)                   | 3       | 1987, 1991, 1996 |
| Londrina (Londrina)                         | 3       | 1997, 1999, 2011 |
| Operário (Ponta Grossa)                     | 3       | 1916, 1969, 2018 |
| Paranaense (Curitiba)                       | 2       | 1922, 1924       |
| Apucarana (Apucarana)                       | 2       | 1977, 1984       |
| Pato Branco (Pato Branco)                   | 2       | 1981, 1986       |
| União Bandeirante (Bandeirantes)            | 2       | 1988, 1992       |
| Francisco Beltrão (Francisco Beltrão)       | 2       | 2000, 2002       |
| Nacional (Rolândia)                         | 2       | 2003, 2008       |
| Maringá (Maringá)                           | 2       | 2013, 2017       |
| PSTC (Cornélio Procópio)                    | 2       | 2015, 2019       |
| Paraná Clube (Curitiba)                     | 2       | 2012, 2024       |
| Britânia (Curitiba)                         | 1       | 1915             |
| Água Verde (Curitiba)                       | 1       | 1917             |
| Campo Alegre (Curitiba)                     | 1       | 1921             |
| CAFE (Cianorte)                             | 1       | 1968             |
| Grêmio Oeste (Guarapuava)                   | 1       | 1968             |
| Cascavel (Cascavel)                         | 1       | 1970             |
| União Platinense (Santo Antônio da Platina) | 1       | 1970             |
| 9 de Julho (Cornélio Procópio)              | 1       | 1975             |
| Centenário (Centenário do Sul)              | 1       | 1976             |
| Guarapuava (Guarapuava)                     | 1       | 1978             |
| União (Francisco Beltrão)                   | 1       | 1979             |
| Pinheiros (Curitiba)                        | 1       | 1982             |
| Platinense (Santo Antônio da Platina)       | 1       | 1985             |
| Maringá AC (Maringá)                        | 1       | 1989             |
| Grêmio Goioerê (Goioerê)                    | 1       | 1990             |
| Iraty (Irati)                               | 1       | 1993             |
| Rio Branco (Paranaguá)                      | 1       | 1995             |
| Maringá FC (Maringá)                        | 1       | 1995             |
| Malutrom (Curitiba)                         | 1       | 1998             |
| Grêmio Maringá (Maringá)                    | 1       | 2001             |
| Engenheiro Beltrão (Engenheiro Beltrão)     | 1       | 2004             |
| Adap Galo Maringá (Maringá)                 | 1       | 2005             |
| Portuguesa Londrinense (Londrina)           | 1       | 2006             |
| Toledo (Toledo)                             | 1       | 2007             |
| Serrano (Prudentópolis)                     | 1       | 2009             |
| Roma Apucarana (Apucarana)                  | 1       | 2010             |
| FC Cascavel (Cascavel)                      | 1       | 2014             |
| Cianorte (Cianorte)                         | 1       | 2016             |
| Azuriz (Pato Branco)                        | 1       | 2020             |
| São Joseense (São José dos Pinhais)         | 1       | 2021             |
| Foz do Iguaçu (Foz do Iguaçu)               | 1       | 2022             |
| Andraus (Campo Largo)                       | 1       | 2023             |
| Galo Maringá (Maringá)                      | 1       | 2025             |

* Em itálico, clubes extintos. 